# Grevenknapp
Grevenknapp (Luxemburgs: Gréiweknapp) is een plaats in de gemeente Helperknapp en het kanton Mersch. Grevenknapp telt 179 inwoners (2005) en ligt in het westen van Luxemburg, in het Gutland.
Bill maakte deel uit van de gemeente Boevange-sur-Attert totdat deze op 1 januari 2018 fuseerde met de gemeente Tuntange tot de huidige gemeente Helperknapp.
Grevenknapp ligt aan de noordkant van de Helperknapp, een beboste heuvel van 387 meter hoog die tevens een belangrijk bedevaartsoord is.